# Castello a Mare

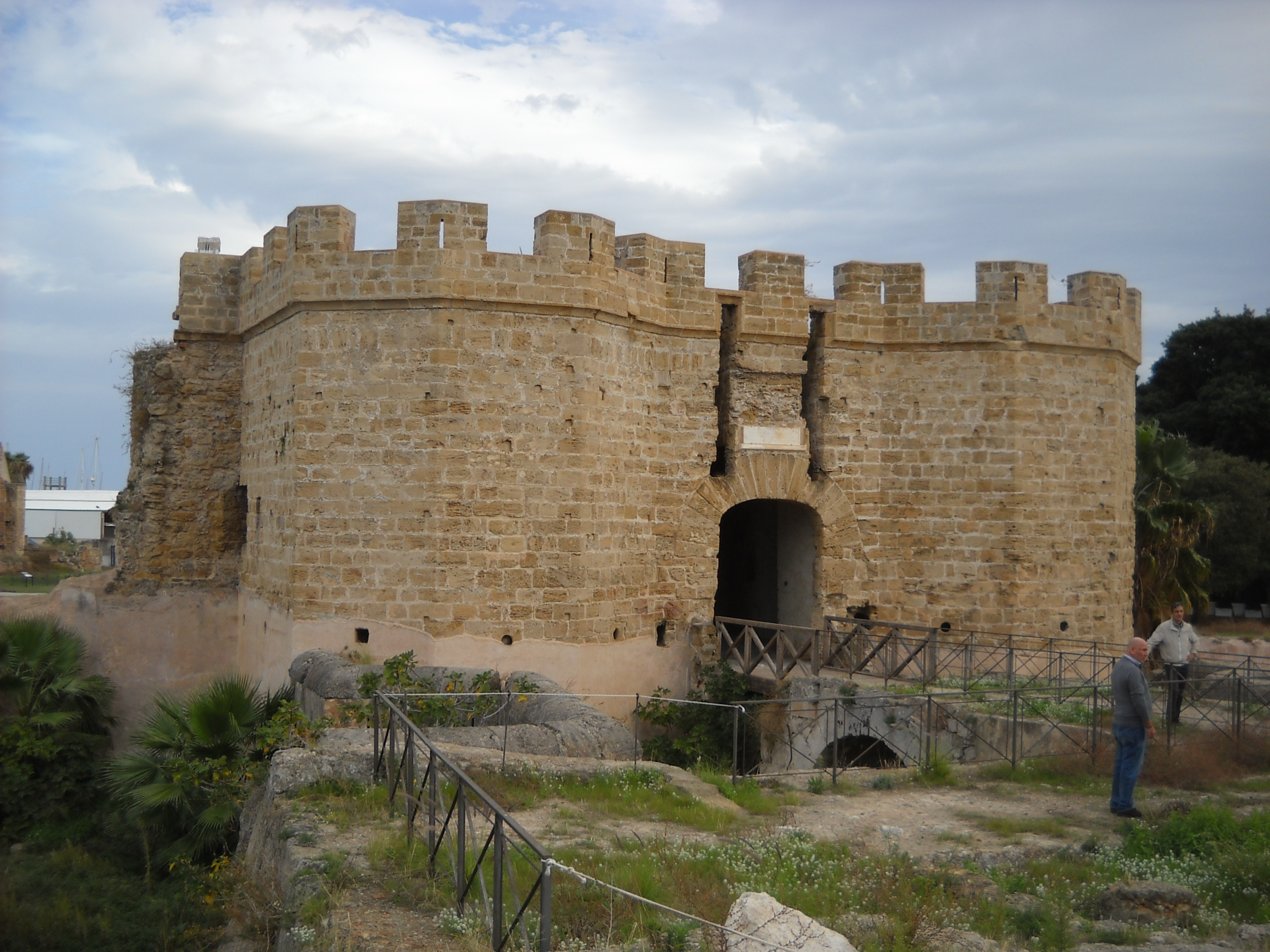
Castello a Mare, Haupttor

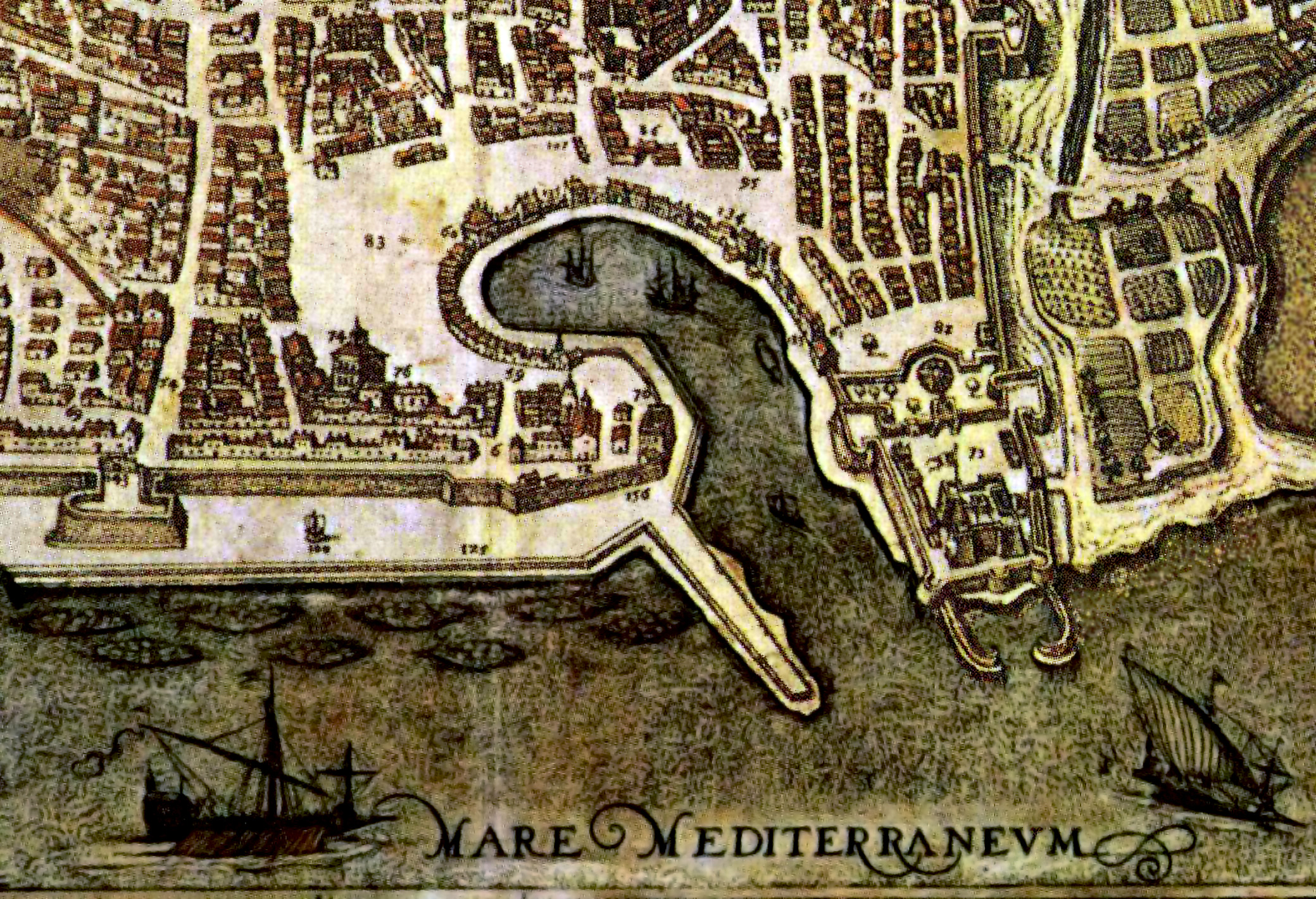
Castello a Mare (rechts der Hafeneinfahrt) auf einer Karte von 1581

Das Castello a Mare [kaˈstɛllo a ˈmaːre] (Kastell am Meer), auch Castellammare genannt, war eine befestigte Burganlage in Palermo, die den Zugang zu Palermos Hafenbucht Kala bewachte.